# Virginia Slims of Los Angeles 1988
34°4′9″ пн. ш. 118°26′48.5″ зх. д. / 34.06917° пн. ш. 118.446806° зх. д.
Virginia Slims of Los Angeles 1988 — жіночий тенісний турнір, що проходив на відкритих кортах з твердим покриттям Los Angeles Tennis Center у Лос-Анджелесі (США). Належав до турнірів 5-ї категорії в рамках Туру WTA 1988. Тривав з 8 до 14 серпня 1988 року. Перша сіяна Кріс Еверт здобула титул в одиночному розряді й отримала 60 тис. доларів США.

## Фінальна частина

### Одиночний розряд
Кріс Еверт —  Габріела Сабатіні 2–6, 6–1, 6–1
- Для Еверт це був 3-й титул в одиночному розряді за сезон і 156-й — за кар'єру.

### Парний розряд
Патті Фендік /  Джилл Гетерінгтон —  Джиджі Фернандес /  Робін Вайт 7–6(7–2), 5–7, 6–4
- Для Фендік це був 7-й титул за сезон і 7-й — за кар'єру. Для Гетерінгтон це був 5-й титул за сезон і 6-й — за кар'єру.